# Cake design

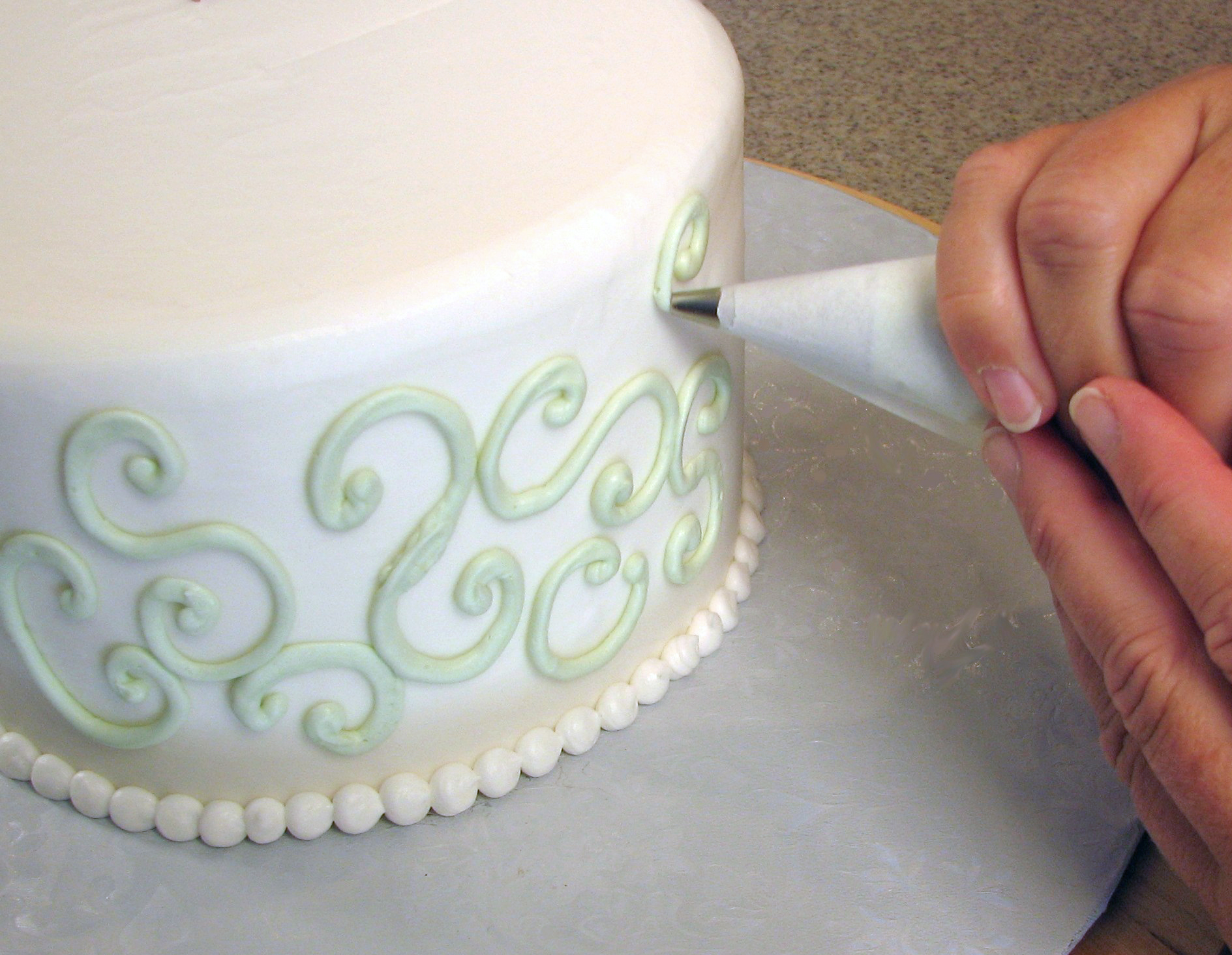
Decorazioni di crema di burro realizzate con una sac à poche

Il Cake design è l'arte culinaria di decorare, utilizzando pasta di zucchero, glassa e altri elementi decorativi commestibili, torte o piccoli dolci al fine di renderli visivamente più interessanti. In alternativa, le torte stesse possono essere modellate e scolpite per assomigliare tridimensionalmente a persone, animali, luoghi e cose.
Principalmente le torte vengono decorate per celebrare una festa speciale (come ad esempio un compleanno o un matrimonio); tuttavia, le torte possono essere decorate per qualsiasi occasione sociale (anniversari, inaugurazioni, banchetti, imprese commerciali).

## Storia
Nel diciassettesimo secolo l'aristocrazia europea amava sfoggiare splendide torte come elemento decorativo di feste e banchetti. Già nel 1840 i pasticcieri francesi avevano l'abitudine di decorare i loro dolci in modo creativo, da servire a fine pasto. Sempre nel 1840 vennero importati in Europa ingredienti come il lievito e il bicarbonato di sodio, e grazie all'avvento dei forni a temperatura controllata venne facilitata la realizzazione di torte. La prima ricetta in cui viene utilizzata la pasta di zucchero è stata realizzata nel 1555 dagli alchimisti francesi Alexis de Piémonet e Michel de Nostradamus.
La torta nuziale realizzata per il matrimonio tra la Regina Vittoria e Alberto di Sassonia è considerata la prima torta decorata della storia.  Il cake design nasce ufficialmente in Francia, ma in poco tempo si espande in tutta Europa.
Nel 1929, a Chicago, Deweney McKinley Wilton aprì la prima scuola di pasticceria e decorazione di torte, dando lezioni sulla lavorazione dello zucchero al costo di 25 dollari, tecnica appresa durante il periodo in cui ha lavorato in una fabbrica di caramelle. Le scuole a nome Wilton esistono ancora oggi negli Stati Uniti d'America.
Nel 1934 Joseph Lamberth pubblicò il primo libro sul cake design e creò un metodo, chiamato per l'appunto "metodo Lamberth", per realizzare ornamenti e altre figure decorative utilizzando pasta di zucchero o marzapane, a cui si aggiungono elementi come pizzi, nastri e perline, per decorare le torte nuziali.
Negli anni 2000 il cake design ha conosciuto uno straordinario incremento anche grazie a programmi televisivi successo come Il boss delle torte, Torte da record, Ace of Cakes - In torta magna, My cake design - la battaglia dello zucchero e molti altri, attirando l'interesse di aziende e privati. L'offerta di riviste specializzate, scuole e corsi professionali è ampia, per introdurre all'arte della decorazione.

## Tipi di decorazione
Il Cake Decorating prevede l’impiego di numerosi ingredienti per le decorazioni. È uno degli aspetti più interessanti di questa arte, in cui si possono creare dei veri e propri capolavori. Ogni torta è impreziosita da ingredienti commestibili o dalla plastica alimentare.
Uno dei più noti e utilizzati ingredienti è la pasta di zucchero. Essendo molto malleabile e soprattutto commestibile, con la pasta di zucchero i pasticceri possono sfruttare la vera essenza del Cake Design. Con il colorante alimentare, inoltre, si può dare qualsiasi colore alla pasta di zucchero, aggiungendo note, sfumature e decorazioni ancora più realistiche.
Sono tanti i pasticceri che prendono parte ai corsi di Cake Decorating. Durante questi seminari, uno chef professionista insegna l’arte delle decorazioni, spiegando a ogni pasticcere come lavorare la pasta di zucchero o altre tipologie di modellatura. Decorare una torta è un procedimento molto lungo, che richiede pazienza, creatività e inventiva.
Anche la glassa reale è molto utilizzata nell’arte dei dolci. Si prepara con gli albumi freschi, montandoli a neve, e aggiungendo molto zucchero a velo. In questo caso, la glassa reale è indicata per le torte nuziali, dove è richiesto creare degli intrecci e dei pizzi molto eleganti e raffinati. Con la glassa reale, i pasticceri si assicurano che la torta duri il più a lungo possibile, sebbene l’umidità possa creare dei problemi e fare sgonfiare la glassa.
Due altre tipologie di decorazioni per torte sono il marzapane e la pasta di gomma. Il marzapane ha quasi le stesse caratteristiche della pasta di zucchero, ma ha una durata minore e non è altrettanto malleabile. La pasta di gomma, invece, è conosciuta anche con il termine di “pasta per fioristi”. Di solito, quest’ultima è frequentemente utilizzata per creare dei decori floreali sulle torte.
Un’altra modellatura molto comune e apprezzata tra i pasticceri è quella alla pasta di cioccolato. Si può ottenere facendo sciogliere il cioccolato e lavorandolo con lo sciroppo di mais o di glucosio. La pasta di cioccolato si può realizzare con il cioccolato bianco, al latte o fondente.
L’ultima modellatura è la pasta realizzata con l’inchiostro commestibile. Quest’ultima tecnica è utilizzata dai pasticceri quando viene richiesto di stampare una foto digitale.

## Strumenti principali
Negli ultimi anni l’arte del Cake design sta spopolando sempre più, il web riporta di continuo foto e video al riguardo e non meno importanti sono i programmi televisivi dedicati a questa nuova tecnica. Gli attrezzi utili per realizzare le torte decorate sono numerosi, tra i più utilizzati troviamo:
- la pasta di zucchero, solitamente si utilizza quella già pronta che è disponibile in tantissimi colori;
- il mattarello per stendere la pasta di zucchero;
- la rotella taglia fondente per tagliare in modo preciso la pasta di zucchero;
- il tappetino in silicone per stendere in modo semplice la pasta e staccarla senza difficoltà;
- lo smoother utile per stendere al meglio la pasta di zucchero, rendere liscia la superficie, eliminare le bolle d’aria e smussare bordi e angoli;
- il piatto girevole che rende più semplice il lavoro di decorazione poiché permette di ruotare la torta a proprio piacimento;
- i moodelling tools, sono attrezzi per modellare la pasta di zucchero, permettono di incidere, scolpire e imprimere;
- la spatola per stendere in modo uniforme la crema attorno alla torta e rendere la superficie liscia;
- la sac à poche che può essere monouso o in tessuto riutilizzabile, permette di farcire la torta e di creare decorazioni esterne, difatti viene utilizzata per produrre i decori con la ghiaccia reale;
- le bocchette decorative, sono molto numerose e si differenziano per dimensioni e forme;
- gli stampi in silicone utili per creare decorazioni, si usano pressando una certa quantità di pasta modellabile all’interno dello stampo;
- gli stampi ad espulsione che permettono di tagliare la pasta e imprimere il disegno desiderato;
- gli stencil per riprodurre un disegno;
- i pennelli per dipingere e incollare le decorazioni;
- i piani in polistirolo da ricoprire per creare una torta a più piani;
- i tappetini a impressione che permettono di creare decorazioni in rilievo;
- l’aerografo per cake design, il quale consente di creare disegni e decorazioni sulla torta realizzando bellissime sfumature, necessita di colori liquidi appositi;
- i coloranti alimentari, fondamentali per colorare la pasta bianca;
- la colla edibile per incollare i vari pezzi tra loro o le decorazioni sopra la torta;
- i glitter edibili, sono delle decorazioni commestibili che si acquistano nei negozi dedicati al cake design che permettono di impreziosire la torta.

## Galleria d'immagini

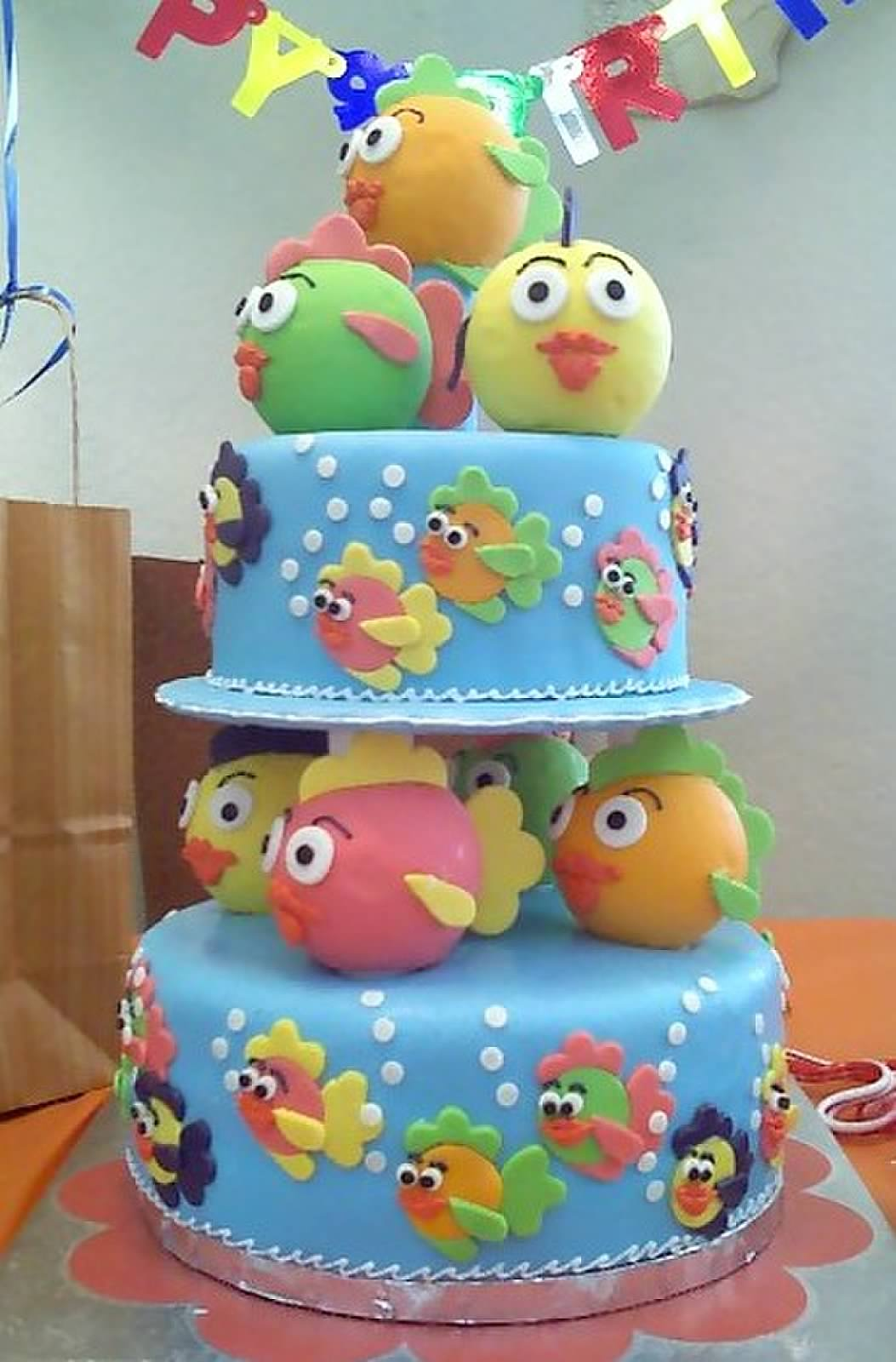
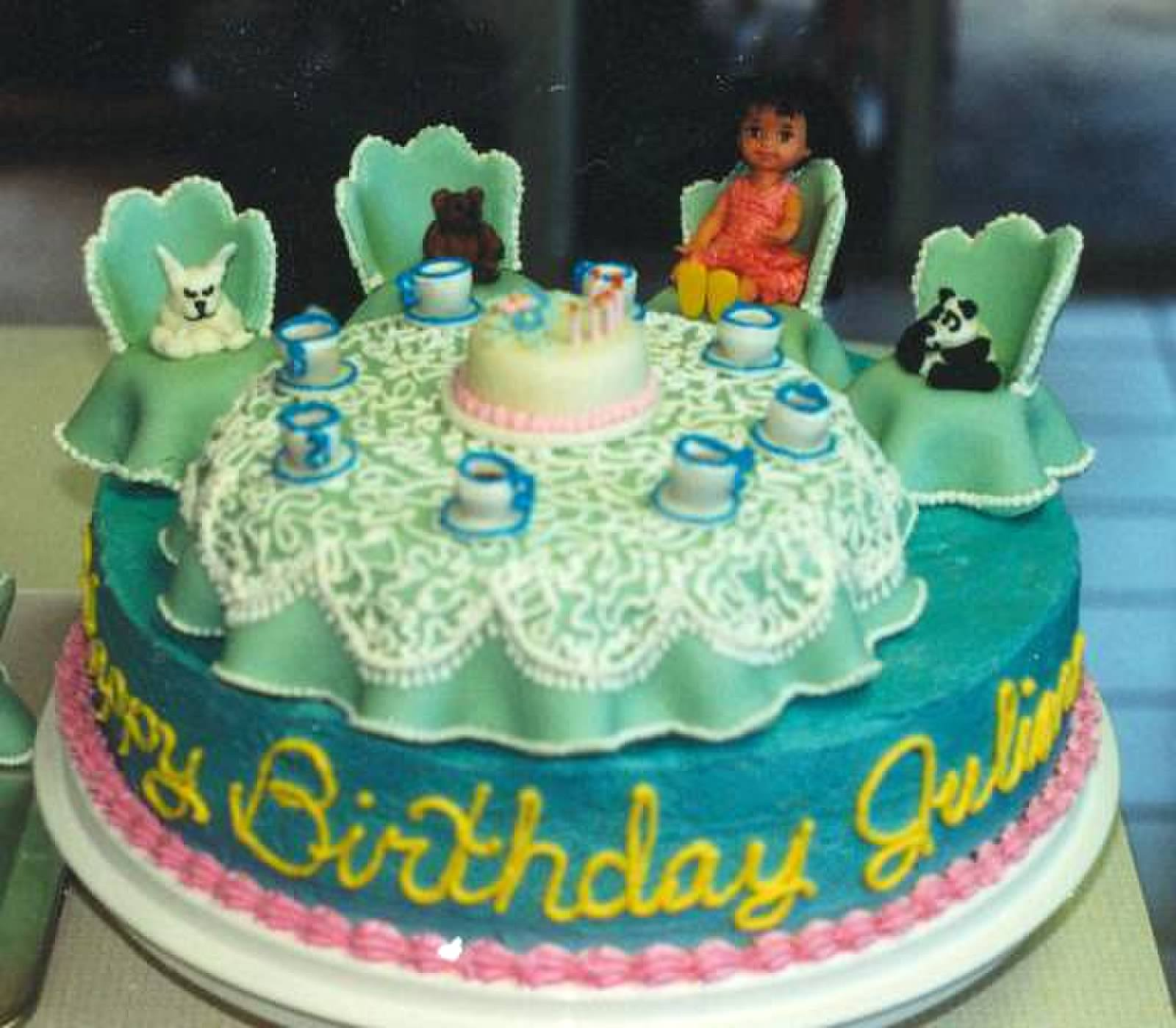
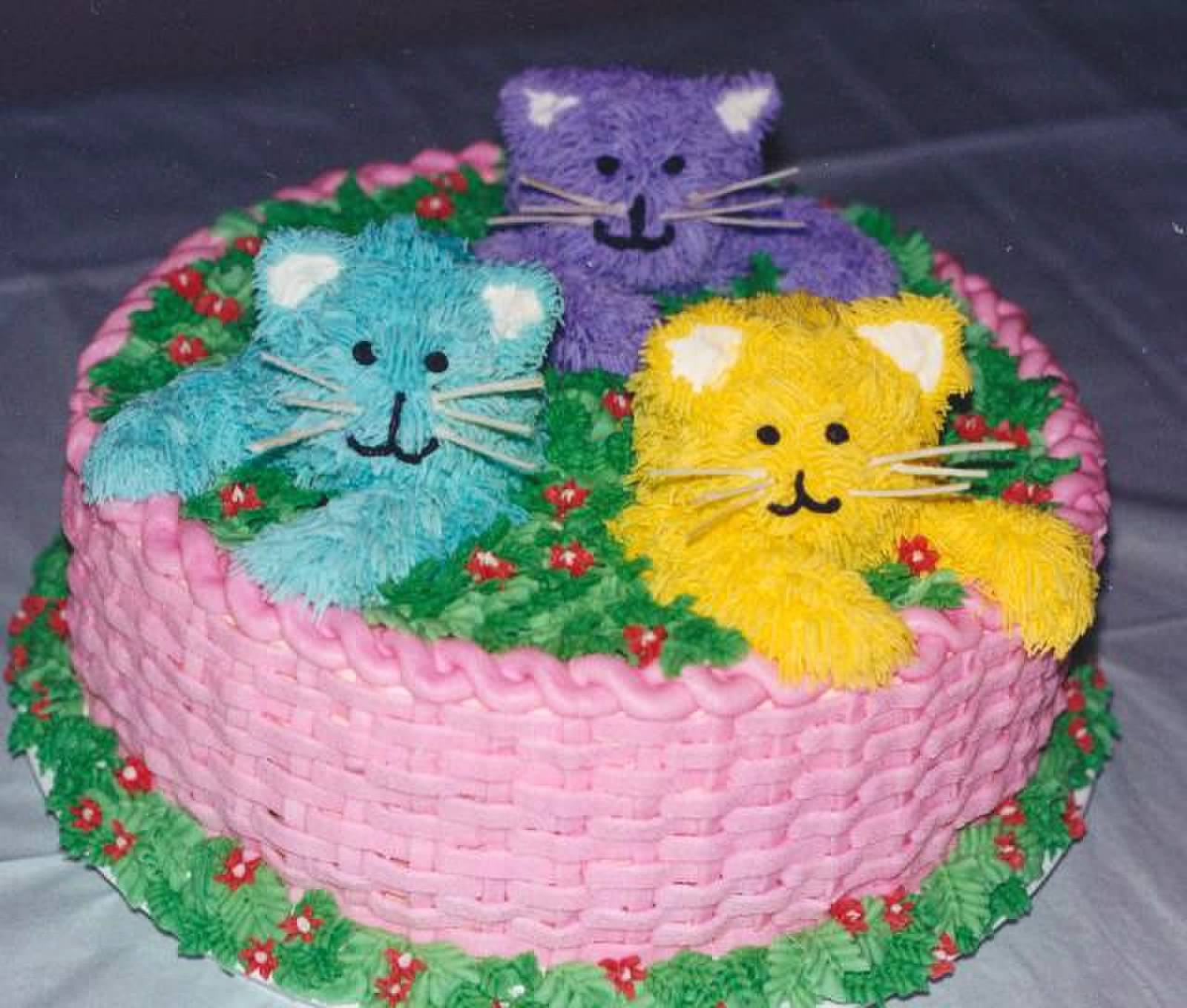
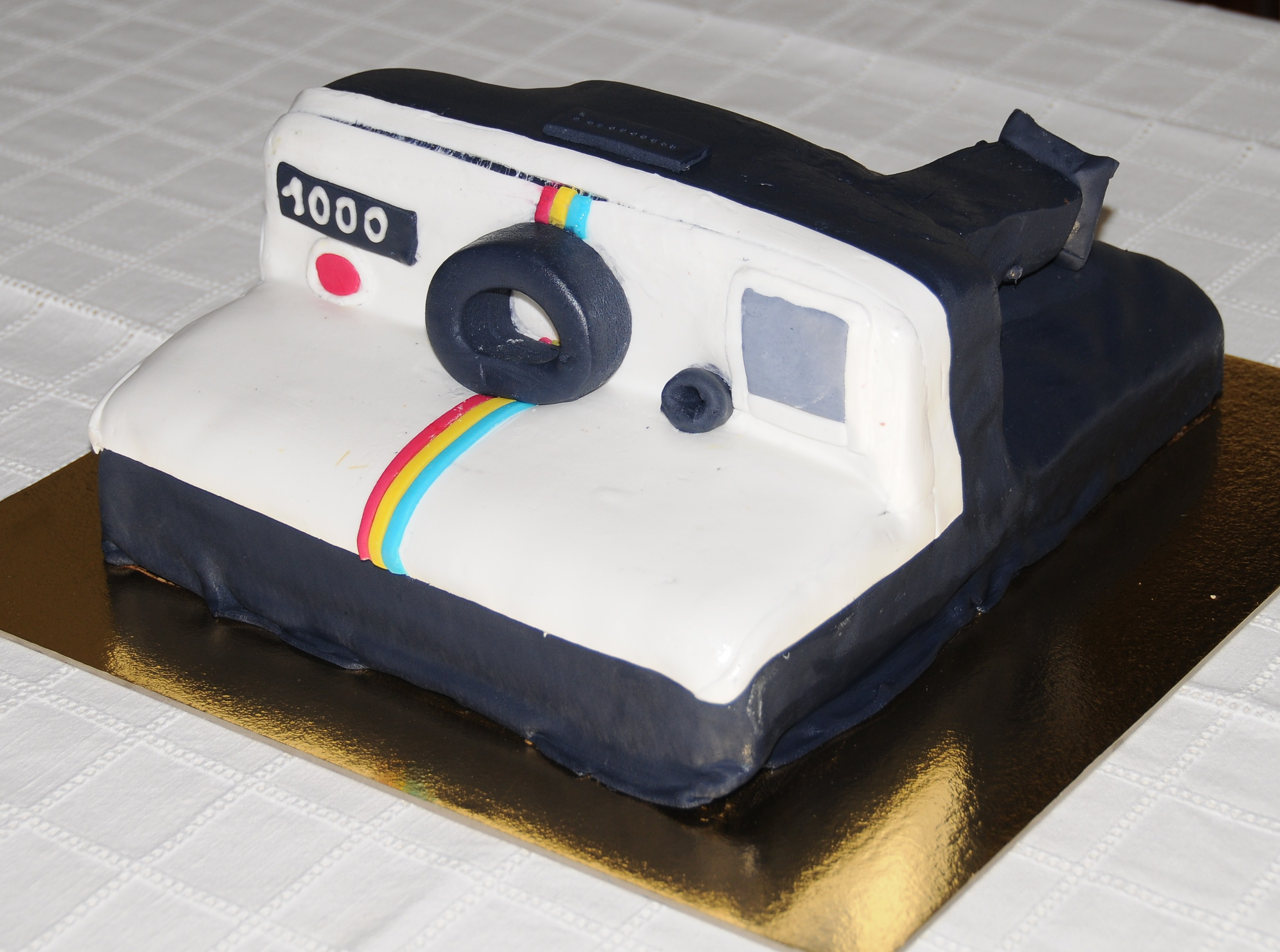
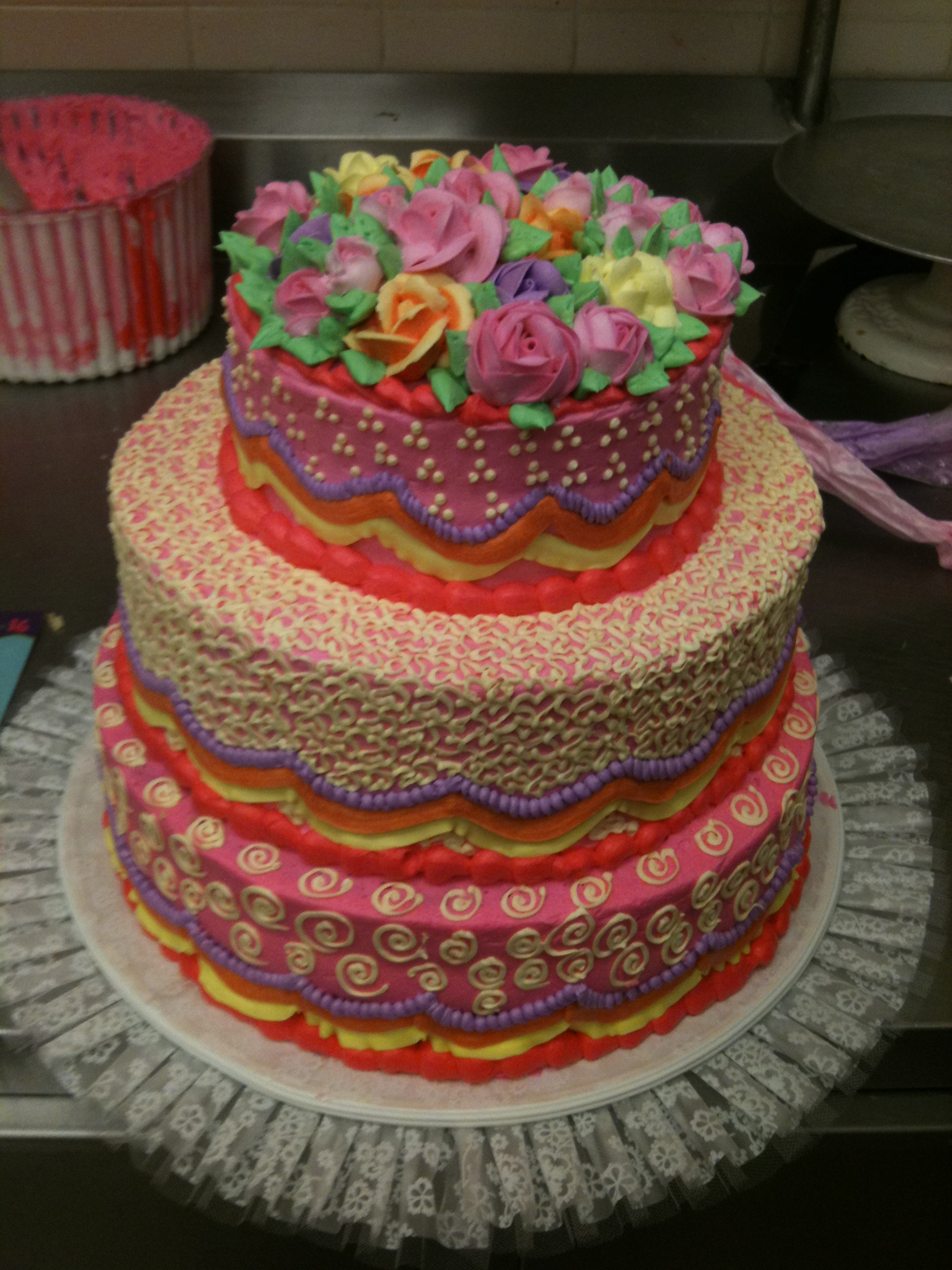

Alcuni esempi di cake design;